# Чужая кожа
«Чужая кожа» (нем. Fremde Haut, англ. Unveiled) — фильм 2005 года режиссёра Анджелины Маккароне.

## Сюжет
Переводчица Фариба покидает Иран, так как она является лесбиянкой и ей грозит смертная казнь в случае обвинения. Она прилетает в Германию и просит предоставить ей политическое убежище. Ей отказывают, и она, воспользовавшись документами покончившего с жизнью друга, переодевается мужчиной и оказывается в лагере для перемещённых лиц в одном из немецких городов.
Там она начинает работать на местной фабрике. Вынужденная скрывать то, что она женщина, Фариба сталкивается с унижением и большими трудностями. Единственным человеком, у кого она находит понимание, является Анна, также работающая на фабрике. Отношения между ними становятся всё более близкими, и, в конце концов, Анна узнаёт правду.

## Актёрский состав
| В ролях           |  | Персонаж |
| ----------------- |  | -------- |
| Жасмин Табатабай  |  | Фариба   |
| Аннеке Ким Сарнау |  | Анна     |

## Награды
Фильм получил следующие награды:
| Награды            | Награды | Награды            | Награды                  | Награды             |
| ------------------ | ------- | ------------------ | ------------------------ | ------------------- |
| Фестиваль / Премия | Год     | Награда            | Категория                | Победитель          |
| Hessian Film Award | 2005    | Hessian Film Award | Feature Film (Spielfilm) | Анджелина Маккароне |

## Интересные факты
Является одним из первых фильмов, затрагивающим тему лесбийских отношений среди выходцев из Ирана.